# دوامة ذرية

الدوامة الذرية. هناك العديد من الأشكال الأخرى للدوامة الذرية.

الدوامة الذرية رمزٌ للعلم، وقد استُخدمت عالميًا كرمزٍ للإلحاد عمومًا.
تستند الدوامة الذرية إلى نموذج رذرفورد التاريخي للذرة، الذي أظهر خطأً مسارات مدارات الإلكترونات حول النواة المركزية، بدلًا من المدارات الذرية. وهي تُشبه الشعارات والرموز الرسمية لهيئة الطاقة الذرية الأمريكية والوكالة الدولية للطاقة الذرية، اللتين اعتمدتا أيضًا في تصميماتهما على نموذج رذرفورد.
عدّلت منظمة الملحدين الأمريكيين هذا الرمز ليرمز إلى أنه "فقط من خلال استخدام التحليل العلمي والبحث الحر والمفتوح، يُمكن للبشرية أن تسعى إلى حياة أفضل". في هذه النسخة، يُترك الجزء السفلي من الحلقة المركزية مفتوحًا أو "مكسورًا" للدلالة على أن الملحدين، رغم اعتمادهم على المنهج العلمي، يبحثون عن إجابات، وفي بعض الحالات، أسئلة أخرى.